# Панкхёрст, Сильвия Эстелла
Эсте́лла Си́львия Панкхёрст (англ. Estelle Sylvia Pankhurst; 5 мая 1882, Манчестер, Великобритания — 27 сентября 1960, Аддис-Абеба, Эфиопия) — британская суфражистка и левая коммунистка.

## Биография

### Суфражизм

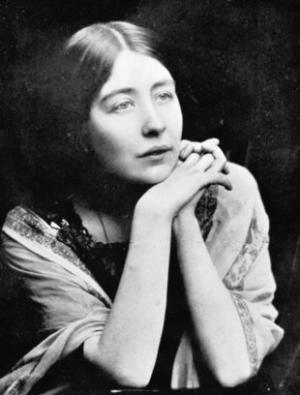
Сильвия Панкхёрст около 1910 года.

Сильвия Панкхёрст родилась в Манчестере в семье видных деятелей Независимой лейбористской партии Ричарда и Эммелин Панкхёрст. Родители Панкхёрст стояли у истоков движения за права женщин, что во многом предопределило политическую активность Сильвии и её сестры Кристабель Гарриет, впоследствии также активной деятельницы феминистского движения, получившей известность ещё в 1905 благодаря срыву съезда Либеральной партии в Манчестере.
В 1906 Эммелина, Сильвия и Кристабель Панкхёрст начали сотрудничество в основанном в 1903 Женском социальном и политическом союзе (Women’s Social and Political Union; WSPU). В 1914 Сильвия порвала с WSPU из-за обвинений в адрес группы в содействии в организации поджогов. Она основала Восточно-Лондонскую Федерацию суфражисток (East London Federation of Suffragettes; ELFS), которая со временем эволюционировала в левом направлении. Соответственно полевению политического курса организации и расширению базы её поддержки она сменила название сначала на «Женскую суфражистскую федерацию» (Women’s Suffrage Federation), а затем на «Социалистическую федерацию рабочих» (Workers' Socialist Federation). Панкхёрст также была основателем печатного органа WSF/WSP — «Женского дредноута» (Women’s Dreadnought), аналогичным образом также изменившего название на «Рабочий дредноут» (Workers Dreadnought).

### Левый коммунизм

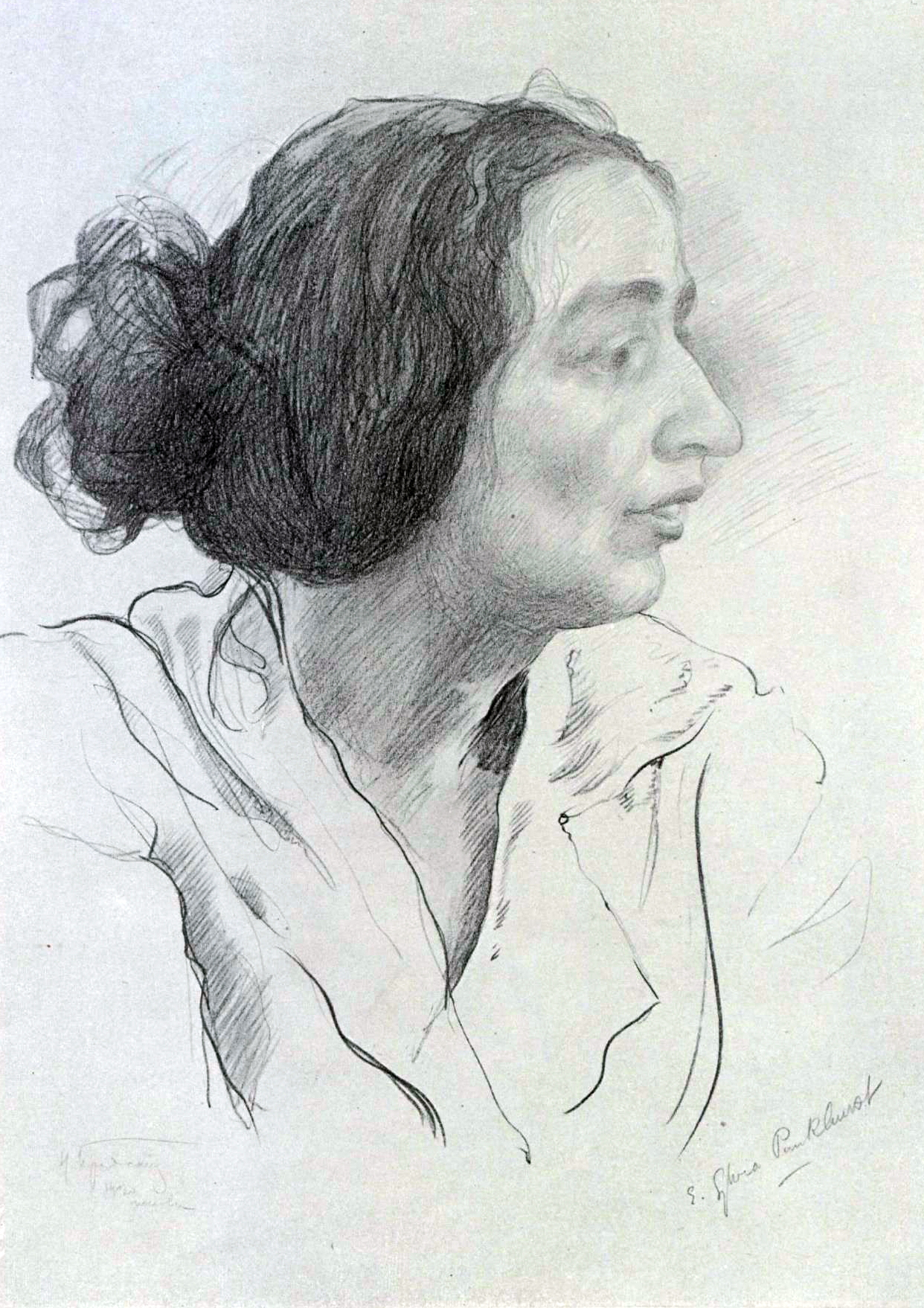
С. Панкхёрст на Втором конгрессе Коминтерна (1920). Портрет работы И. Бродского

В конце концов, Социалистическая федерация рабочих на короткое время была переименована в «Коммунистическую партию, британскую секцию Третьего Интернационала» (Communist Party, British Section of the Third International). Особенностью ситуации было то, что КП(БСТИ) по сути не только не была массовой партией, но никогда и не была представлена к 21 требованию, необходимому для принятию в Третий Интернационал (Коминтерн). Однако КП(БСТИ) была оппозиционно настроена по отношению к буржуазному парламентаризму и участию в парламенте, в отличие от новосозданной Коммунистической партии Великобритании (Communist Party of Great Britain).
Взлёт КП(БСТИ) пришёлся на период обострения противоречий между ленинской линией и левыми коммунистами внутри большевистской партии в Советской России. Чтобы не вносить раскол в рабочее движение в Великобритании, партия Панкхёрст была распущена и влилась в официальную британскую Компартию. Это единство оказалось кратковременным: руководство КПВ предложило, чтобы «Рабочий дредноут» перестал быть персональным изданием Панкхёрст и был передан в ведание всей партии, но получило отказ. Как результат, она была исключена из КПВ и ушла в существовавшую непродолжительное время Коммунистическую рабочую партию.
Сильвия Панкхёрст принадлежала к левому варианту коммунистического движения (коммунизм рабочих советов), который выводил свою историю от Розы Люксембург и в то время был представлен Антоном Паннекуком и Германом Гортером . В конечном итоге, левокоммунистические взгляды Панкхёрст стали причиной её исключения и из КРП. Тем не менее, она продолжала оставаться важной фигурой в международном коммунистическом движении. Она неоднократно покидала Англию, присутствовала на заседаниях Интернационалов в Москве и Амстердаме, а также на съездах Итальянской социалистической партии.

### Солидарность с Эфиопией
В середине 1920-х Панкхёрст сосредоточилась на антифашистской и антиколониальной борьбе, постепенно отойдя от других сторон левого движения. Агрессия фашистской Италии против Эфиопии в 1935 подвигла её на переименование «Рабочего дредноута» в «Новые времена и эфиопские новости» (The New Times and Ethiopia News) в 1936. Под влиянием героического сопротивления Эфиопии как первой жертвы фашистского вторжения Панкхёрст становится горячей поклонницей императора Хайле Селассие. В дальнейшем она собирала деньги на первый госпиталь-интернат в Эфиопии и изучала эфиопскую культуру и искусство. Конечным результатом её изысканий стал труд «Эфиопия: История культуры» (Ethiopia, a Cultural History; 1955). В 1956 она переехала в Аддис-Абебу, где совместно с сыном Ричардом Панкхёрстом основала ежемесячный журнал «Эфиопский обозреватель» (Ethiopia Observer), посвящённый различным аспектам повседневной жизни эфиопов и развитию их страны.
Сильвия Панкхёрст умерла 27 сентября 1960 года и была похоронена перед собором Св. Троицы в Аддис-Абебе, став единственной иностранкой, похороненной в этом священном для эфиопов месте рядом с участниками борьбы против итальянских агрессоров.